# Bematistes bana
Bematistes bana is een vlinder uit de familie van de Nymphalidae. De wetenschappelijke naam van de soort is voor het eerst gepubliceerd als Acraea bana in 2012 door Jacques Pierre en Dominique Bernaud.

## Verspreiding
De soort komt voor in Kameroen, Congo-Kinshasa en Oeganda.

## Waardplanten
De rups leeft op Adenia lobata (Jacq.) Engl. (Passifloraceae).